# Termas romanas de Bath
As termas romanas localizadas em Bath, Inglaterra, são um edifício de interesse histórico, um dos mais importantes da Inglaterra a nível turístico. A instalação de banhos públicos foi edificada na época do imperador Vespasiano em 75 d.C., na então cidade de Aquae Sulis. A redescoberta deu-se no ano de 1775, sendo escavada a partir de então e levada a cabo a sua musealização. As termas propriamente ditas situam-se abaixo do nível da rua. Os edifícios descobertos após as escavações foram divididos em quatro grupos, entre os quais estão o "Manancial Sagrado", o "Templo Romano", as próprias "Termas romanas" e a "Casa Museu", estruturas estas que datam do século XIX. Sob incitação de Richard Nash, durante o século XVIII, a cidade, então muito frequentada pela elite londrina, foi transformada numa urbe de edifícios de traça neoclássica, cuja homogeneidade lhe acedeu a classificação de Património da Humanidade em 1987. John Wood, o Velho, e John Wood, o Novo foram os arquitetos responsáveis pelo projeto de reestruturação urbanística, com vista ao enquadramento no meio natural.
As termas são uma grande atração turística e chegam a receber um milhão de visitantes por ano. Em 2005, foi mostrada no programa de televisão de mesmo nome como uma das "Sete Maravilhas Naturais" de West Country. Uma vez no complexo, os visitantes podem ver as termas e o museu, embora não possam ter acesso à agua. No recinto, está disponível um guia em áudio em vários idiomas.

## Formação das águas termais de Bath
A água que finalmente constitui o núcleo das águas termais de Bath provém originalmente das chuvas que caem sobre Mendip Hills. Esta é filtrada através dos aquíferos de pedra calcária, situados a uma profundidade entre 2 700 e 4 300 metros; onde a energia geotérmica eleva a temperatura da água até os 64 °C (147,2 °F) e 96 °C (204,8 °F). Sob baixa pressão, a água quente sobe à superfície pelas fissuras e falhas localizadas na pedra calcária. Este processo é similar ao artificial, conhecido como sistemas geotérmicos aprimorados, que opera a partir de perfurações com mais de mil metros de profundidade, abaixo da crosta terrestre, bombeando a água pressurizada para produzir vapor. A água quente a uma temperatura de 46 °C (114,8 °F) sobe nas termas romanas todos os dias a uma quantidade de 1 170 000 litros (257364 galões imp), a partir de uma fenda geológica (a Fenda de Pennyquick). Em 1983, surgiu um novo buraco no interior do complexo, que assegurava um fornecimento contínuo e limpo de água às instalações.

## História
O primeiro santuário de águas termais erguido neste lugar foi construído pelos celtas, que o dedicaram à deusa Sulis, cuja equivalente romana seria Minerva. Godofredo de Monmouth em sua largamente ficcional Historia Regum Britanniae descreve como em 836 a.C. a fonte foi descoberta pelo rei bretão Bladude que construiu as primeiras termas. No começo do século XVIII foi dado grande destaque à lenda obscura de Godofredo como um endosso real das qualidades das águas com o embelezamento de que a fonte tinha curado Bladude e sua vara de porcos da lepra através do chafurdar na lama quente.

### Uso romano

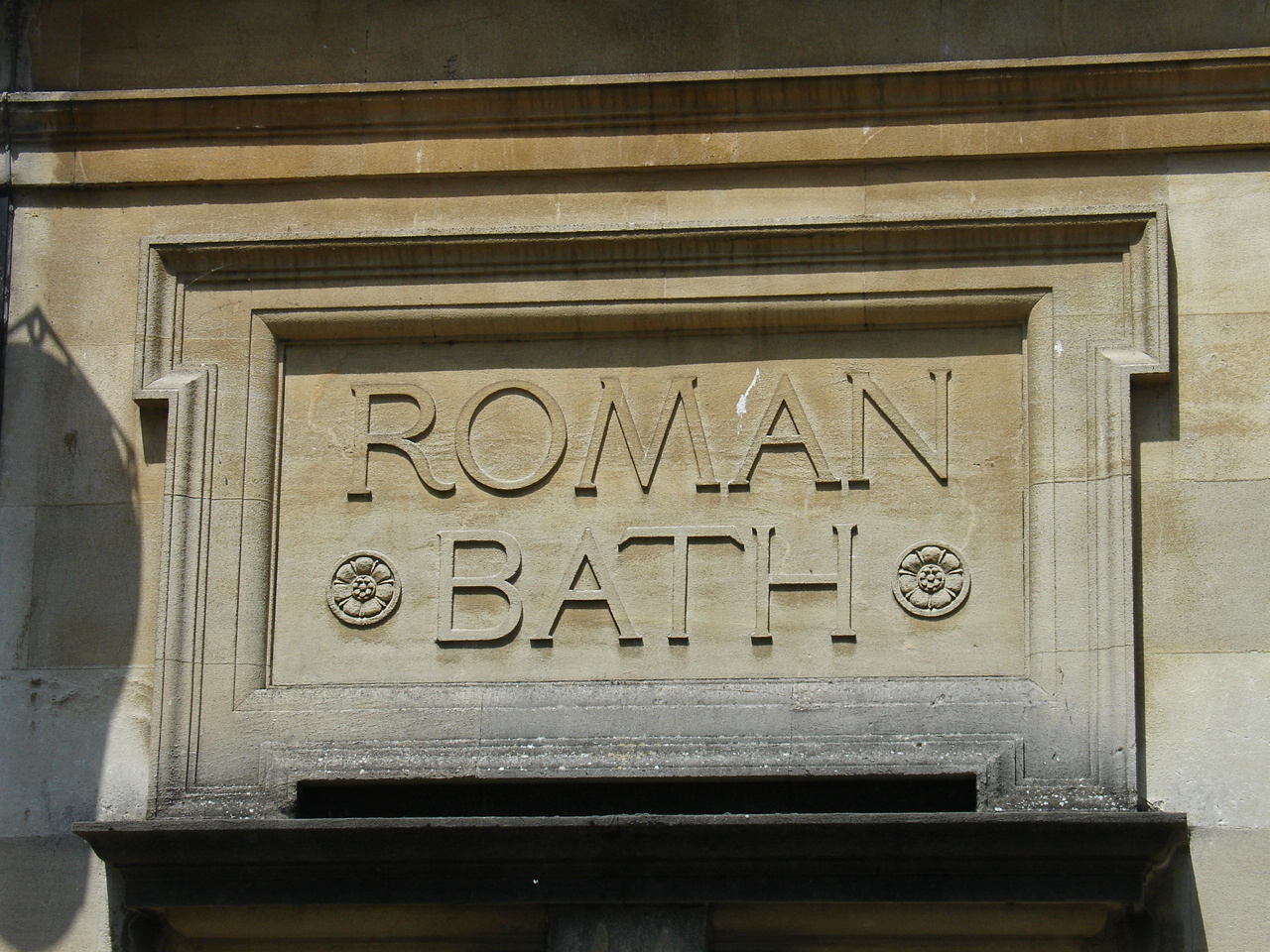
Terma romana.

O nome de Sulis continuou sendo usado após a conquista romana da Britânia, informação provada devido ao nome do povoado de Aquae Sulis (literalmente, "as águas de Sulis"). O templo romano foi construído entre as décadas de 60 e 70 d.C. e o complexo termal durante os seguintes 300 anos. Durante a ocupação romana da ilha, sob o reinado do imperador Cláudio (r. 41–54), este ordenou aos seus engenheiros que trouxessem montes de carvalho, para proporcionar ao complexo uma base sólida e que durante a primavera rodeassem o edifício com pedras forradas de chumbo. Durante esta época, o complexo foi dividido em três repartições independentes, nomeadamente o caldário (banho quente), o tepidário (banho morno), e o frigidário (banho frio). Após a saída dos romanos de Britânia, durante o século V, o edifício caiu em desuso e finalmente ficou enterrado e perdido devido ao assoreamento,  e inundações A Crônica Anglo-Saxônica sugere que as termas originais foram destruídas durante o século VI.

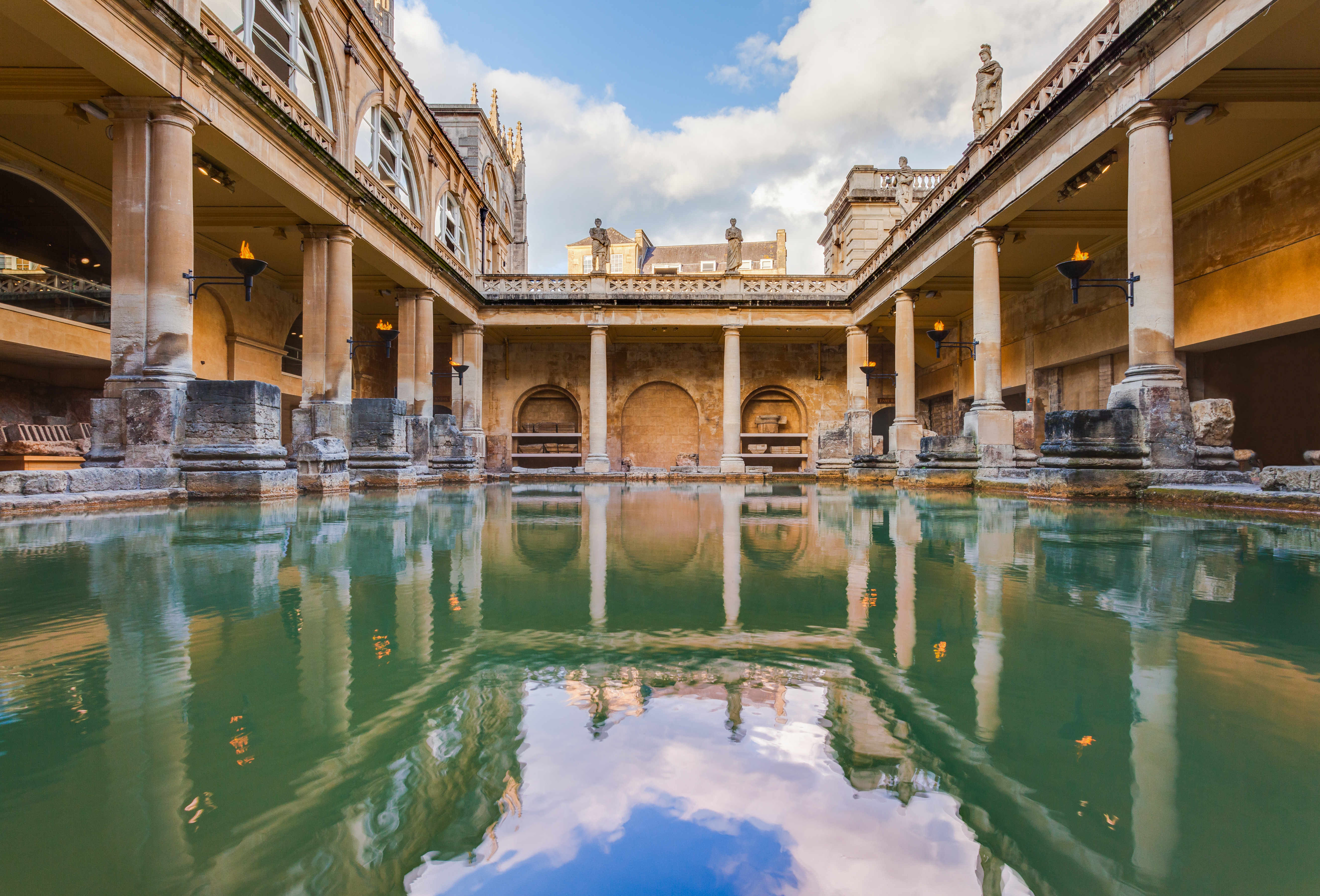
A Grande Terma — toda a estrutura construída acima do nível térreo é uma reconstrução.

### Reconstrução
As termas foram submetidas a diversas modificações entre as quais estão as do século XII, quando João de Tours construiu um edifício de águas curativas, na mesma fonte do manancial que abastece as termas de água; e as do século XVI, quando o governo da cidade construiu novas termas (Queen´s Bath), localizadas a sul do manancial. Este está atualmente localizado no interior de um complexo construído no século XVIII pelos arquitetos John Wood (pai e filho). Os visitantes podiam beber a água do manancial situada em um cômodo chamado Pump Room, num salão do estilo neoclássico que atualmente permanece em funcionamento, tanto para colher a água do manancial como para hospedar os visitantes. A ampliação vitoriana seguiu a tradição neoclássica estabelecida pelos Wood. Em 1810, William Smith abriu um novo edifício chamado Bath Hot Spring, na parte inferior do complexo, onde descobriram que não houve seca do manancial e sim que este circulava por um novo canal. Smith restaurou a rota da água para o seu curso original e as termas foram alagadas sem qualquer impedimento casual.
A entrada dos visitantes é realizada através de uma sala que foi projetada pelo arquiteto John McKean Brydon (1840-1901) e construída em 1897. Constitui uma continuação em direção ao leste da Great Pump Room com uma cúpula de cristal no teto. A construção da Great Pump Room foi iniciada em 1789 por Thomas Baldwin. Baldwin se demitiu em 1791 e John Palmer assumiu o controle do projeto até ao seu término em 1799. A elevação da Abbey Church Yard possui uma divisão central constituída por quatro colunas de ordem coríntia que sustentam os entablamentos e o frontão. O edifício foi classificado pelo English Heritage como um edifício de especial interesse arquitectônico, histórico e cultural, tombado oficialmente na listed building e definido como Grau I. A colunata a norte foi também desenhada por Thomas Baldwin, similar à colunata sul, exceto pelo piso superior nela acrescentado em finais do século XIX. O museu e a Queen´s Bath incluíam uma "ponte" construída em 1889 por Charles EEdward Davis que abrangia o espaço situado entre a Rua York e a lavandaria da cidade.

### Museu
O museu que abriga o complexo termal exibe artefatos da época romana, entre os quais objetos atirados ao manancial sagrado, como oferendas à deusa Sulis. Entre as distintas descobertas realizadas no local, foram encontradas aproximadamente 12 000 moedas romanas. Pode também ser vista no museu uma cabeça de bronze dourado da Deusa Sulis Minerva, encontrada em 1727.

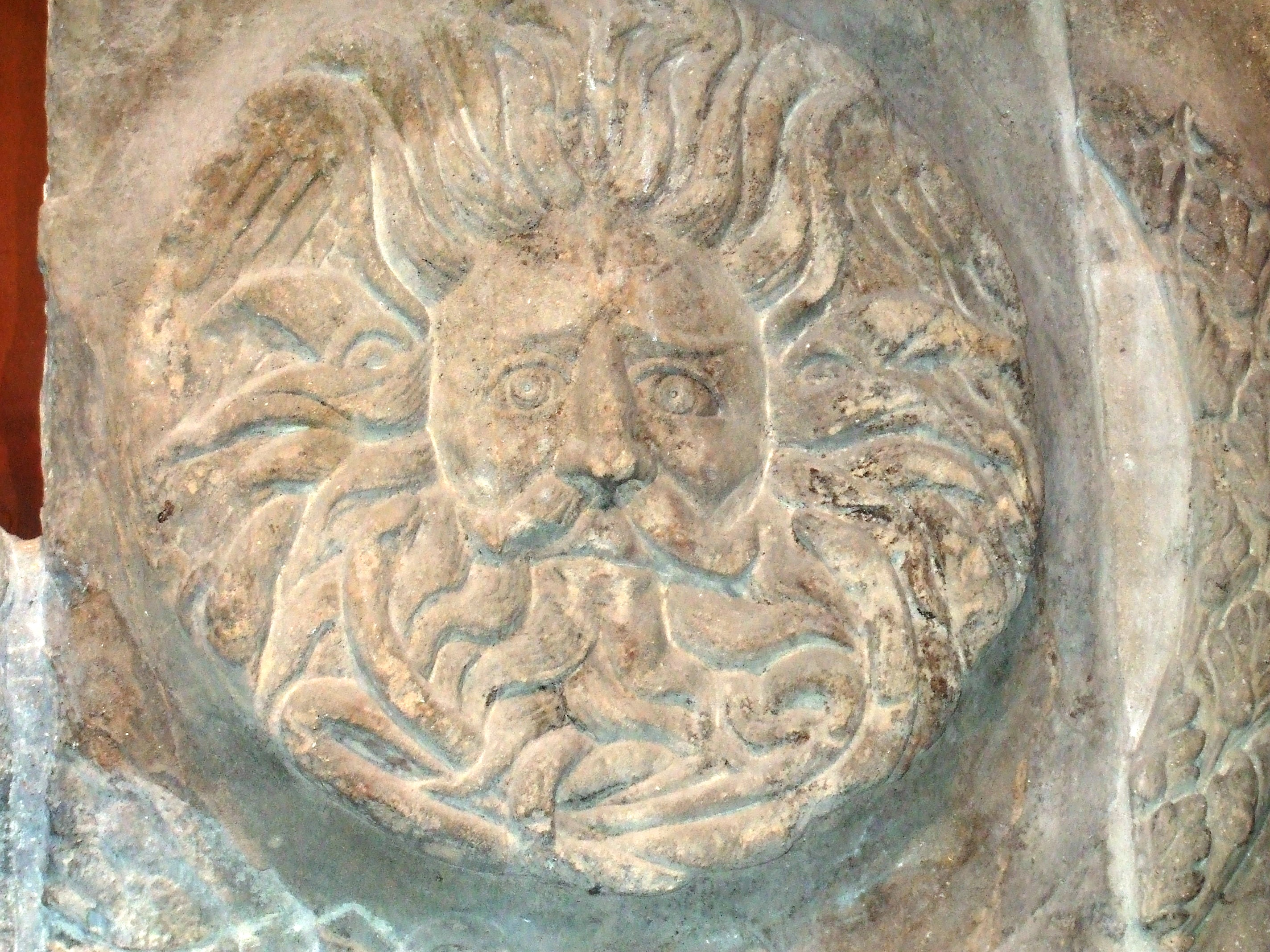
Cabeça de Górgona, encontrada no frontão do templo.

O templo das termas situa-se a mais de dois metros acima do terreno que cerca todo o complexo, o qual é abordado por um lance de escadas. Nas imediações, existem quatro grandes colunas de ordem coríntia, que sustentam o friso com um chamativo frontão, com o seu tímpano ricamente ornamentado. Algumas partes do frontão estão em exibição no museu, principalmente a seção ornamental triangular de 7,9 m de largura e 2,4 m desde o ápice à cimalha (base horizontal). Este elemento que coroa a fachada, destaca uma poderosa imagem central da cabeça de górgona, que se situa a uma altura de 15 metros, observando todos os que se aproximam do complexo.
Nas extremidades do frontão, existe um par de tritões, criaturas mitológicas metade homem e metade peixe, e serviçal do deus das águas, Neptuno. O centro da parte inferior esquerda está decorado com um golfinho, enquanto que a parte inferior direita está protagonizada por uma coruja escondida. A parte central foi decorada com gravuras de mulheres que carregam um escudo de folhas de carvalho, simbolizando portanto a Vitória. Acima de todo o complexo, destaca-se uma grande estrela situada naquilo que seria a parte mais alta do edifício. Subjugada à estrela, encontra-se a cabeça da górgona, com serpentes entrelaçadas ao seu queixo, asas acima de suas orelhas e um grande bigode. Entretanto, existem controvérsias em relação à veracidade do que a gravura representa, pondo em questão se seria efectivamente uma górgona, já que esta é normalmente do sexo feminino. Existem interpretações alternativas que vêem a cabeça como uma representação do deus do mar, Oceano ou como o deus do Sol, o qual as tribos celtas cultuavam.
Também estão em exibição os restos dos sistema de calefação que providenciava calor aos diferentes compartimentos do complexo, designado de hipocausto.

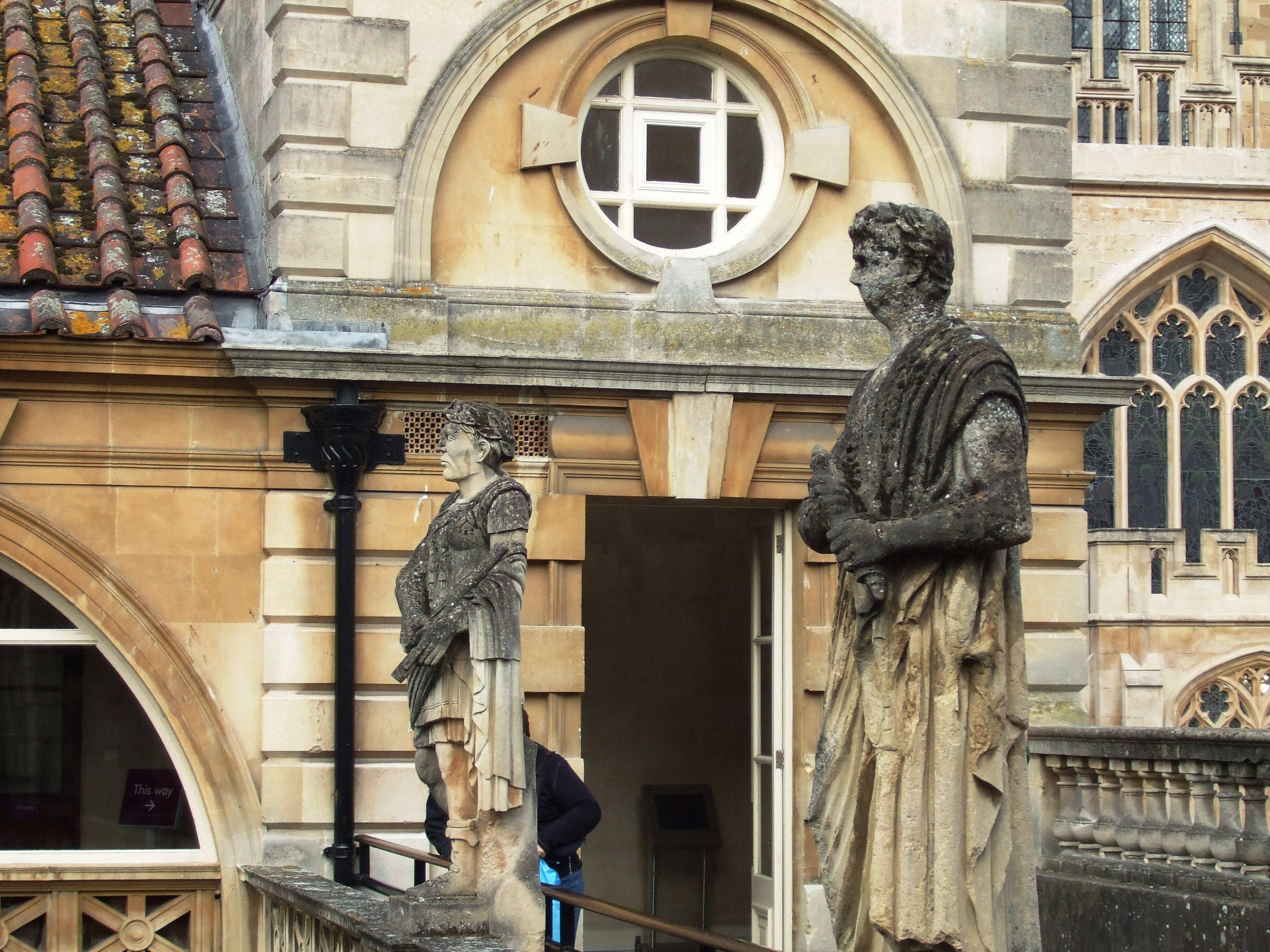
Estátuas no terraço.

### Conservação
Desde o final do século XIX, as estátuas de imperadores romanos e governadores da província da Britânia, tornaram-se susceptíveis aos efeitos da chuva ácida, por isso houve a necessidade de protegê-las mediante a aplicação de tempos em tempos, de uma camada de verniz. As exposições celebradas no templo estão susceptíveis a serem corroídas pelo efeito do ar quente procedente do complexo termal. Para ajudar a reduzir o efeito do ar, foi instalado em 2006 um novo sistema de ventilação.

## Segurança da água
Numa Carta Régia de 1591 concedida pela rainha Isabel I, a cidade de Bath foi incumbida da responsabilidade pelas nascentes de água quente (Hot Springs). Este dever foi confiado à autoridade unitária Bath and North East Somerset, que garante o monitoramento da pressão, temperatura e fluxo dessas águas. As análises mostram que estas águas contém sódio, cálcio e iões de cloreto e sulfato em elevadas concentrações.
A água que flui através das casas de banho não são consideradas seguras para banhos, em parte devido ao seu uso atual onde são utilizados vários tubos que contém altas concentrações de chumbo e pelo facto da descoberta da radioactividade na água contida, durante a Segunda Guerra Mundial. Porém, o maior perigo de todos é a sua condição propícia à transmissão de doenças infecciosas. Em outubro de 1978, uma jovem bebeu acidentalmente um pouco de água ao nadar nesse espaço e morreu após cinco dias por causa de uma meningite amebiana. Os testes mostraram que a origem da meningite foi causada por um bacillus de naegleria fowlerii presente na água das termas.
Após a sua morte, a piscina foi fechada ao público, estado no qual permanece até hoje. Perto dali foi construído um edifício conhecido por Thermae Bath Spa, projetado por Nicholas Grimshaw & Partners, que proporciona aos seus visitantes banhos em águas contidas em poços, recentemente criados para o efeito.

## Galeria

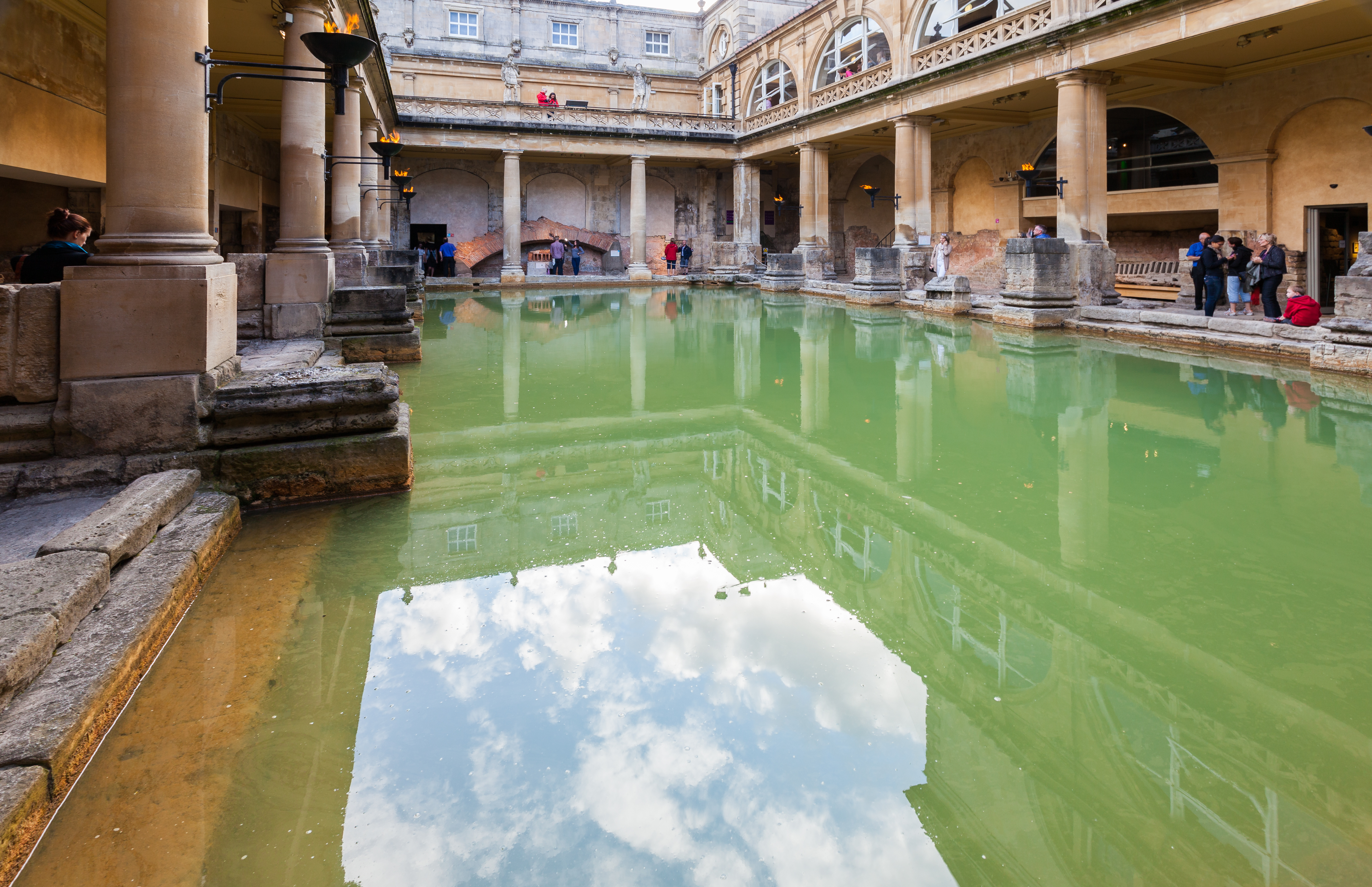
Grande Terma.
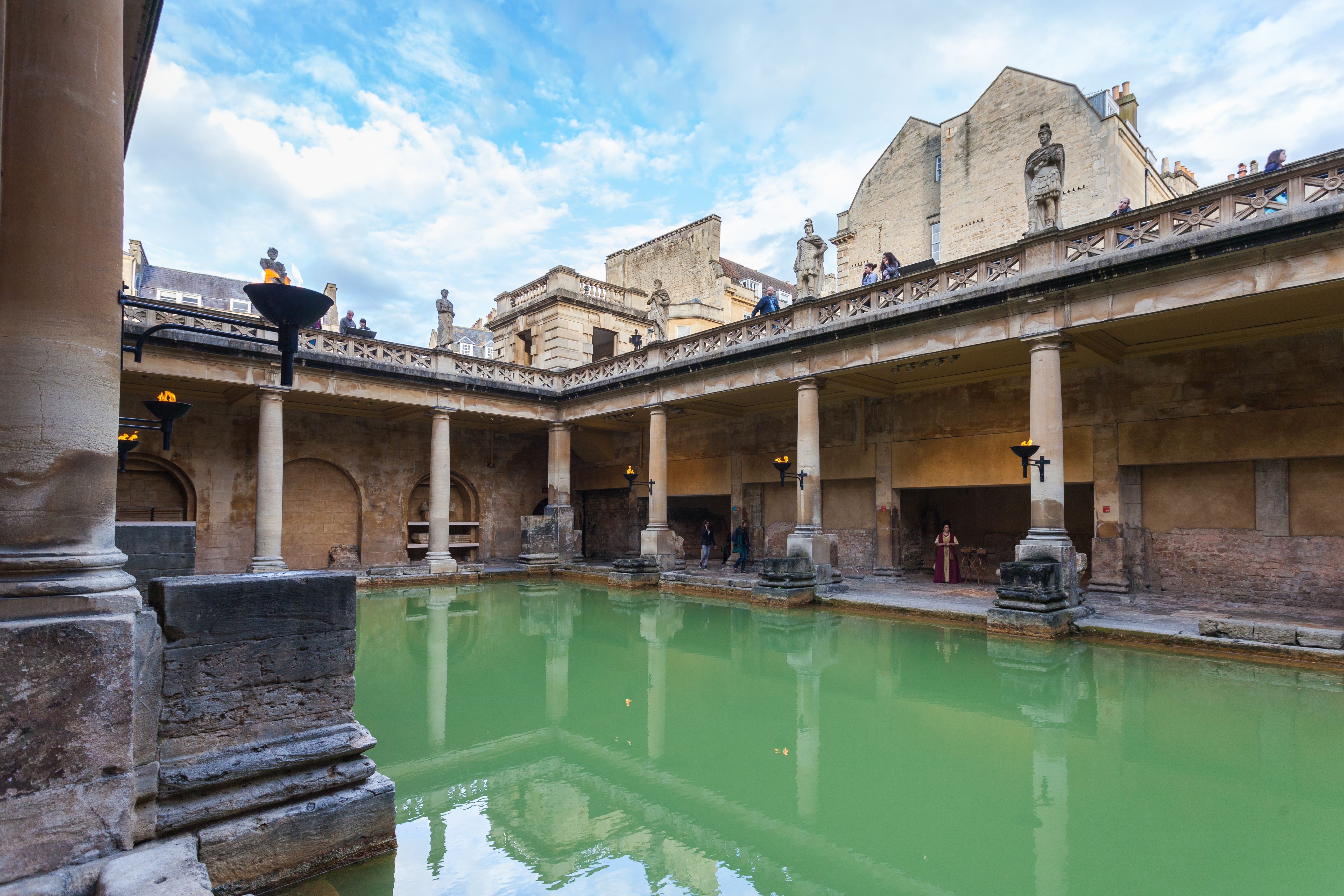
Outro ângulo da Grande Terma.
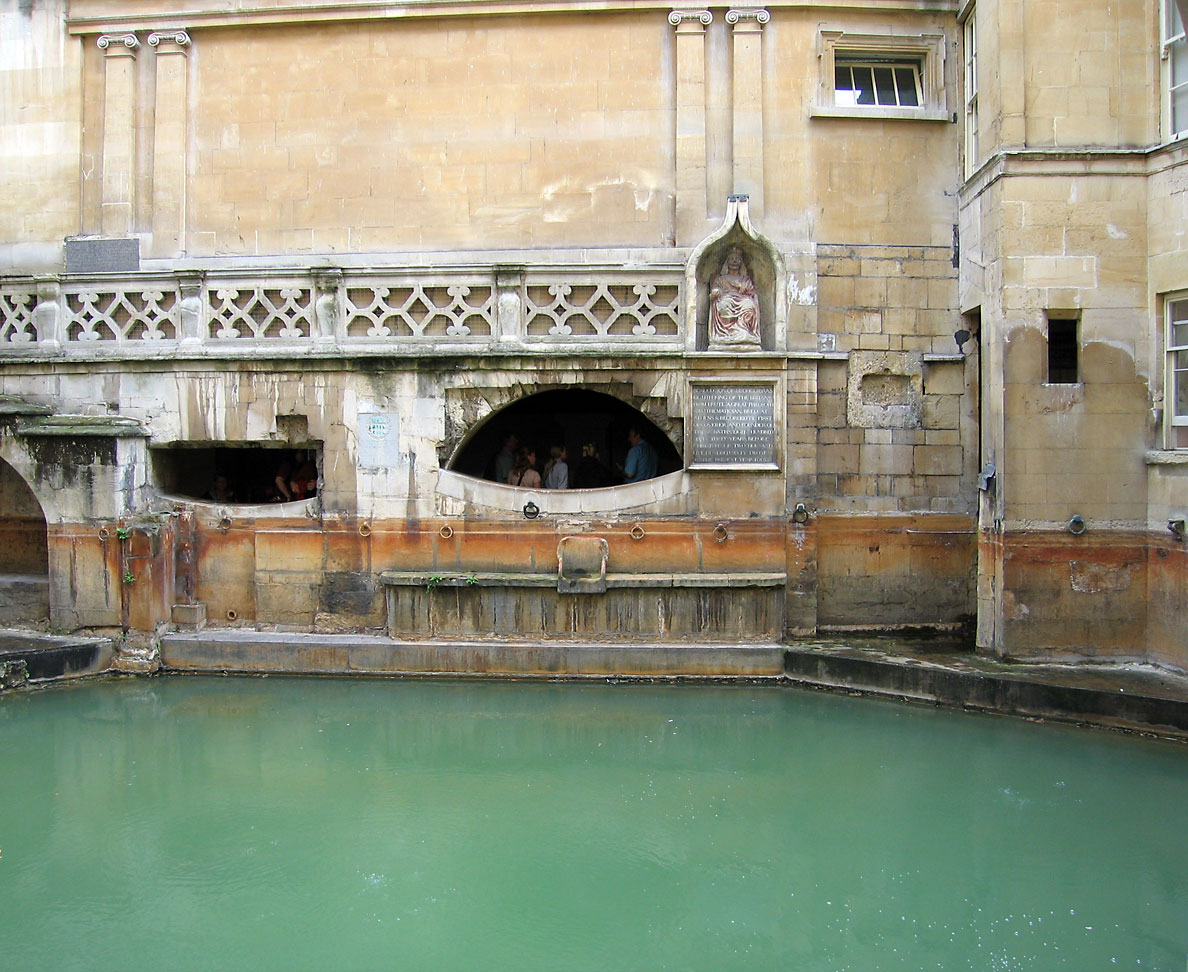
Fonte sagrada.
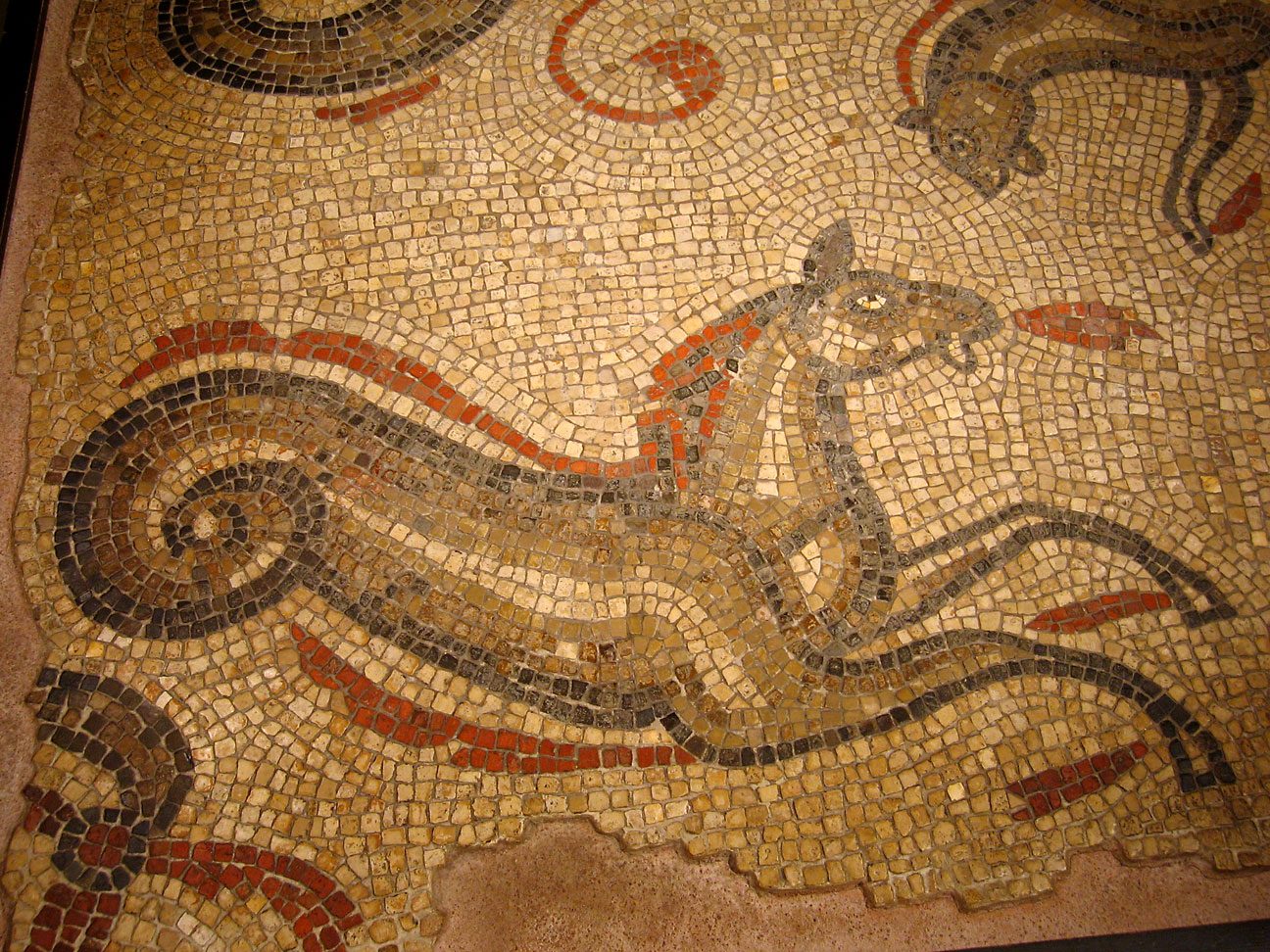
Mosaico dum hipocampo.
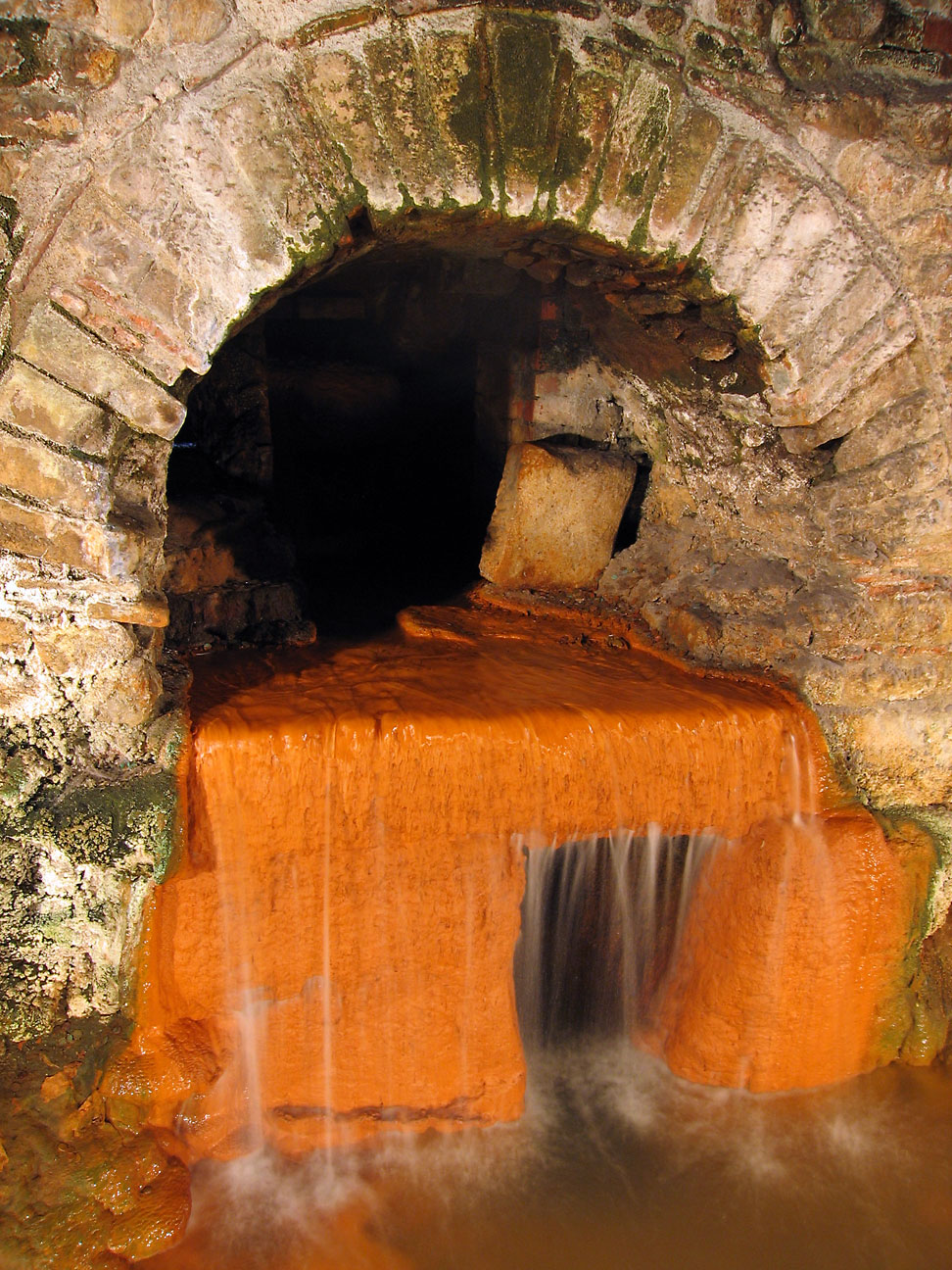
Transbordamento do manancial.
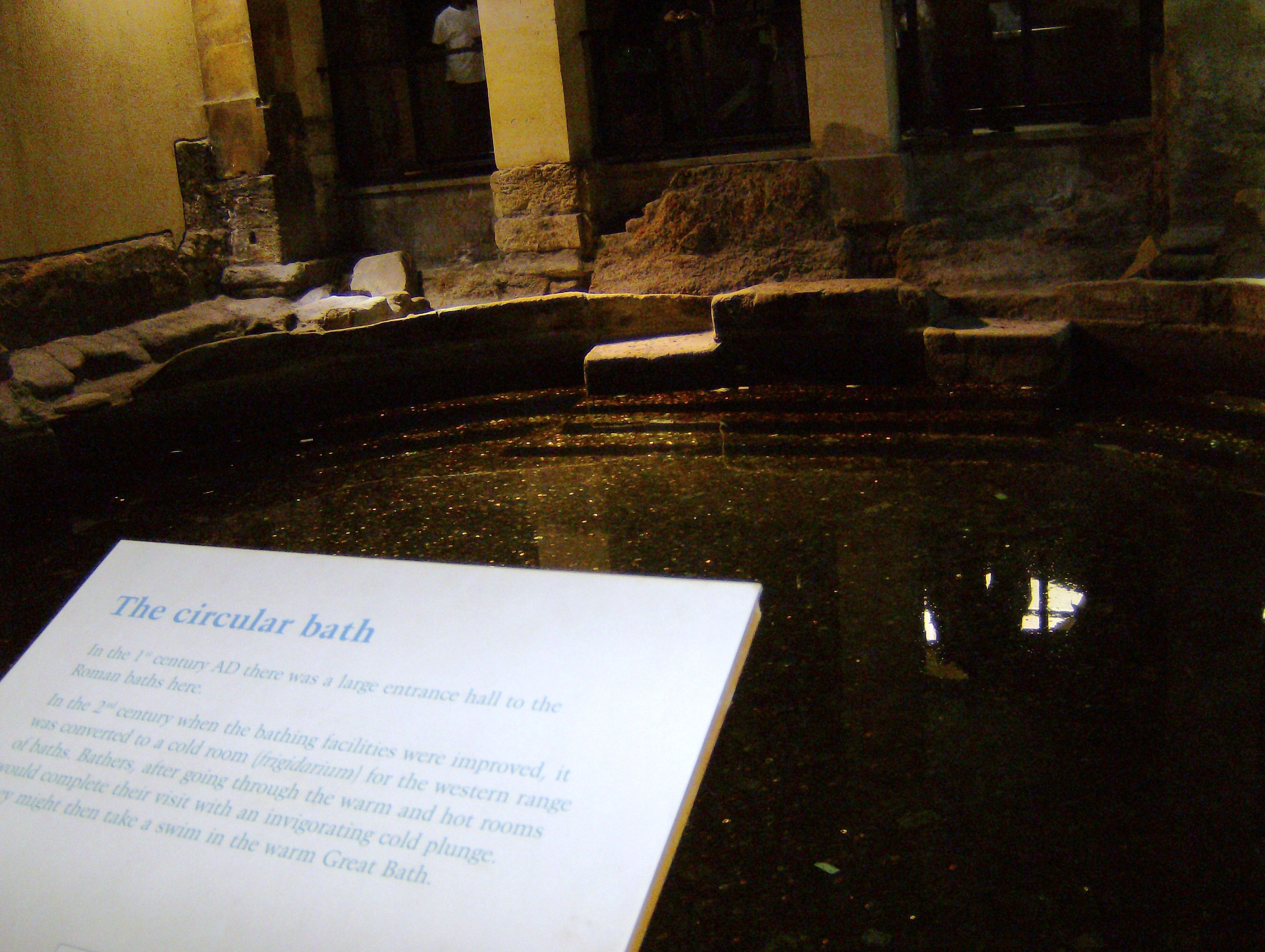
Frigidário (piscina de água fria).
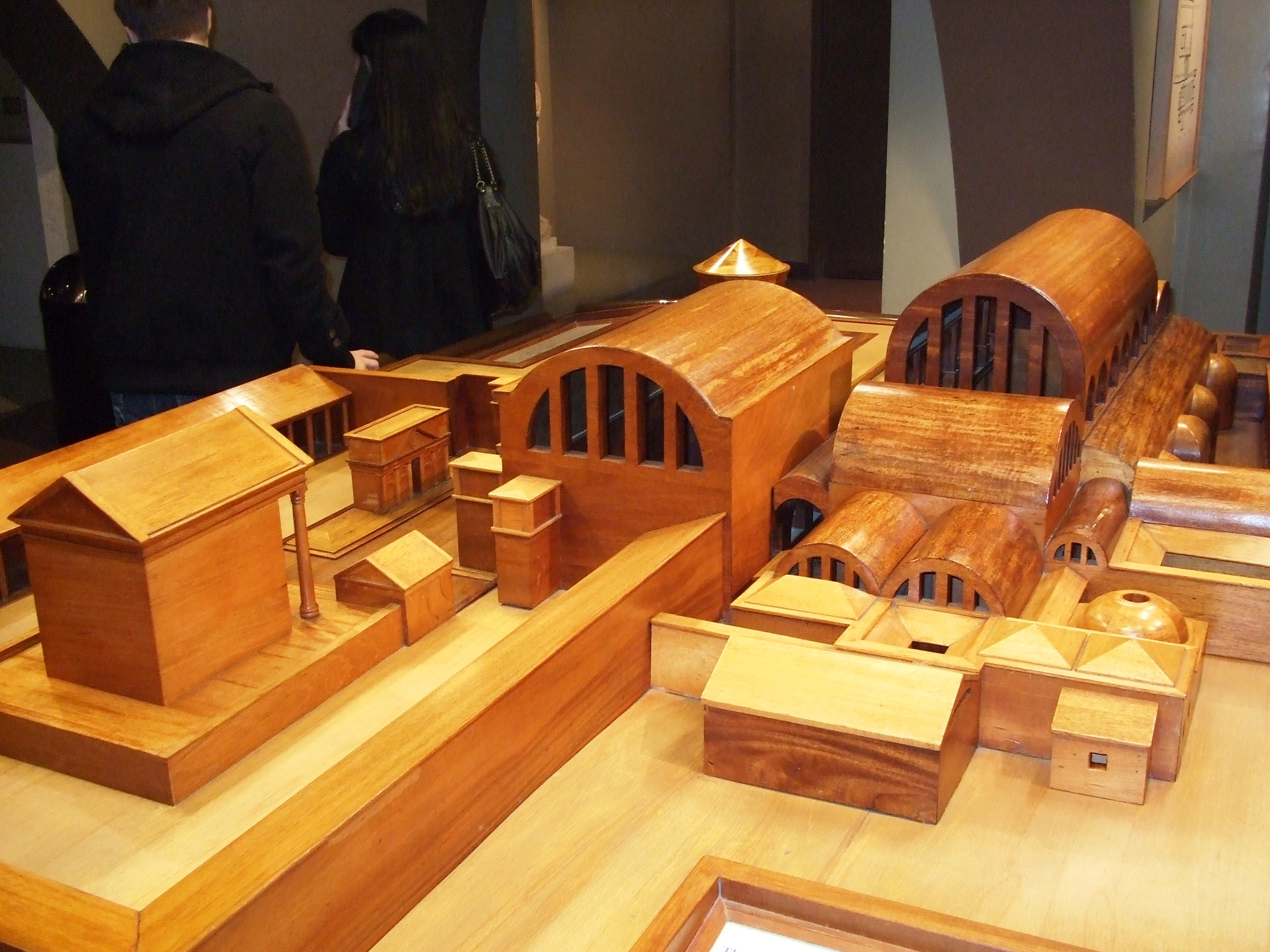
Maquete da terma e templo de Sulis Minerva.
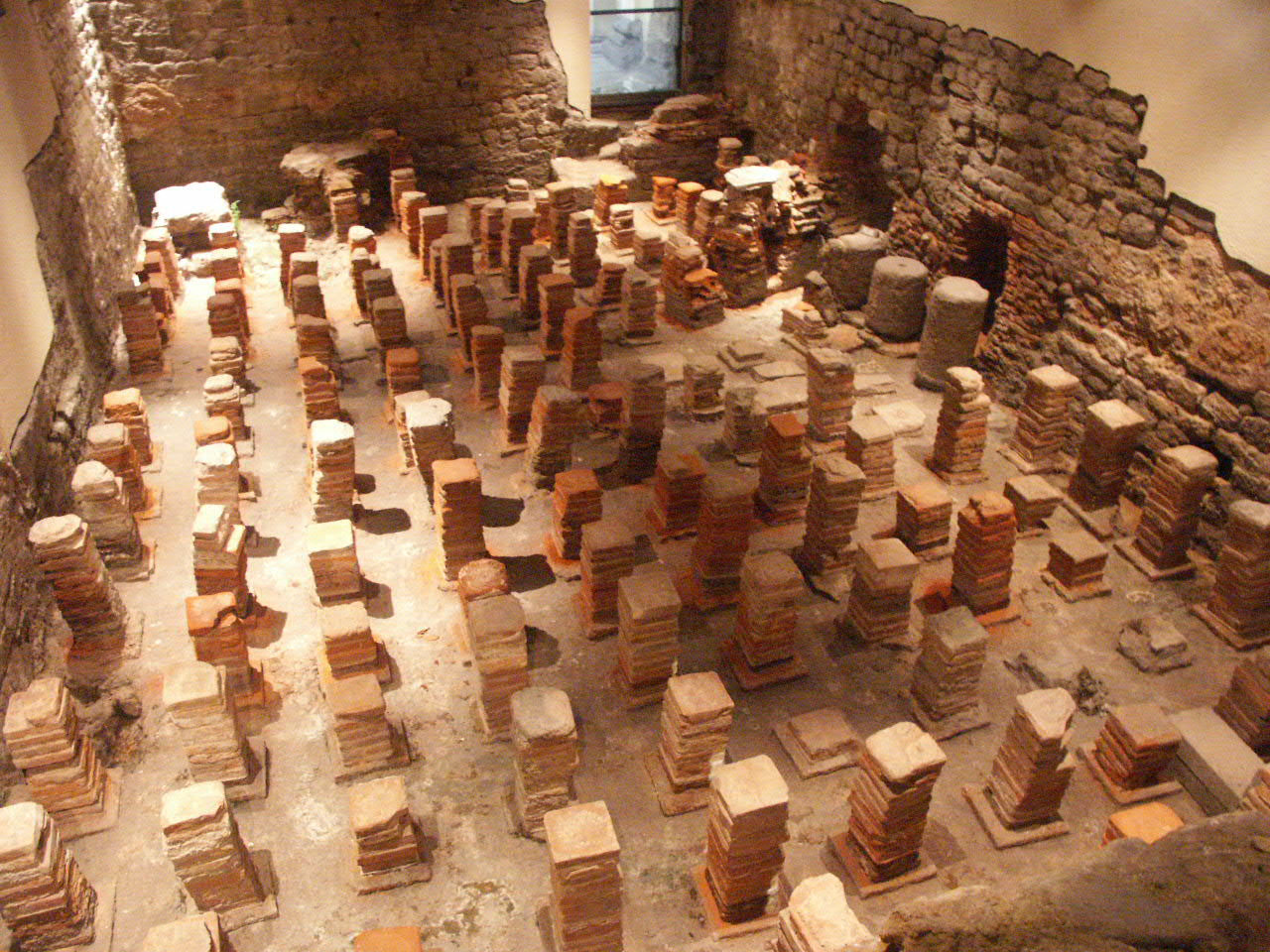
Caldário.
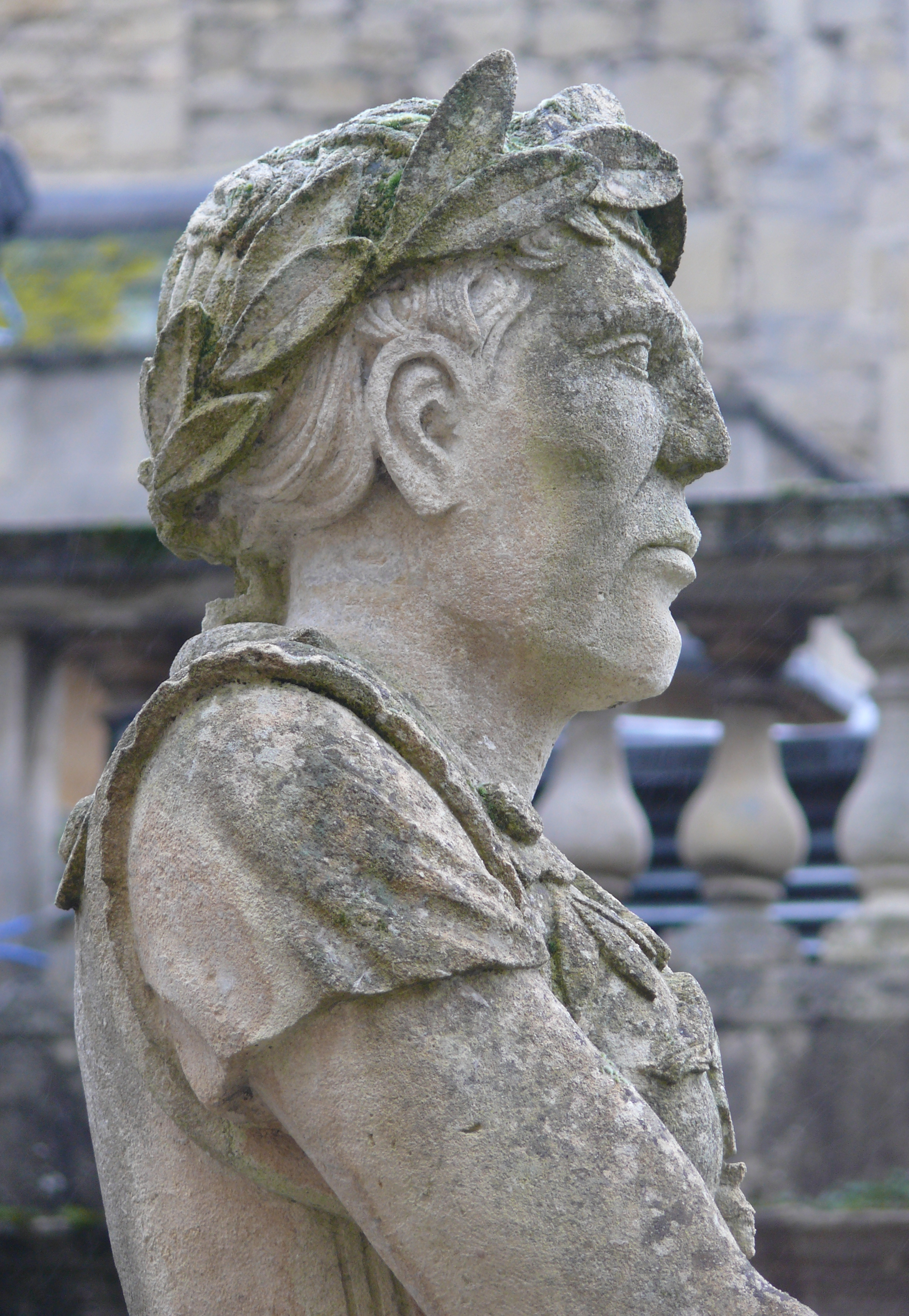
Estátua de Júlio César.
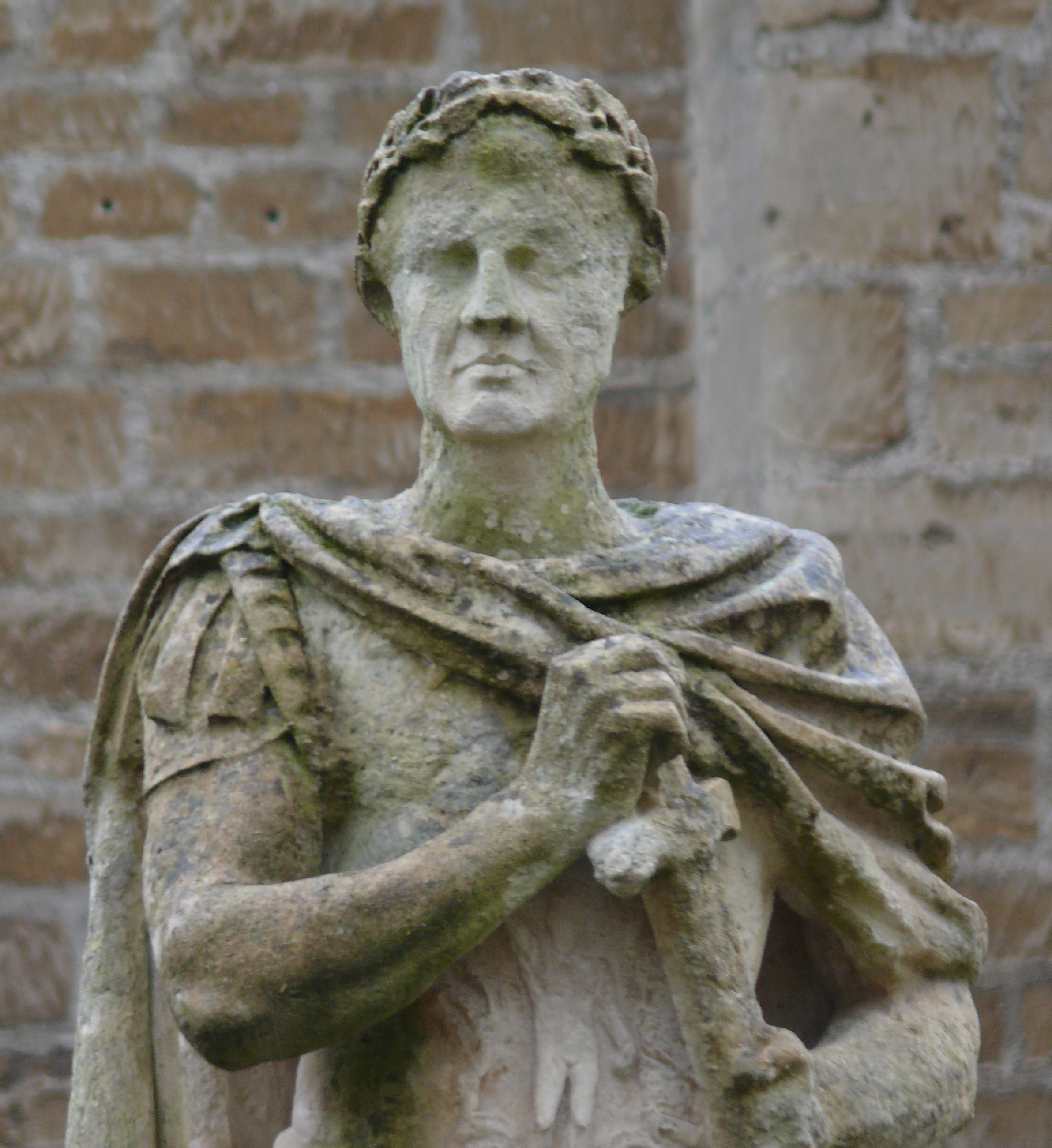
Estátua de Vespasiano.
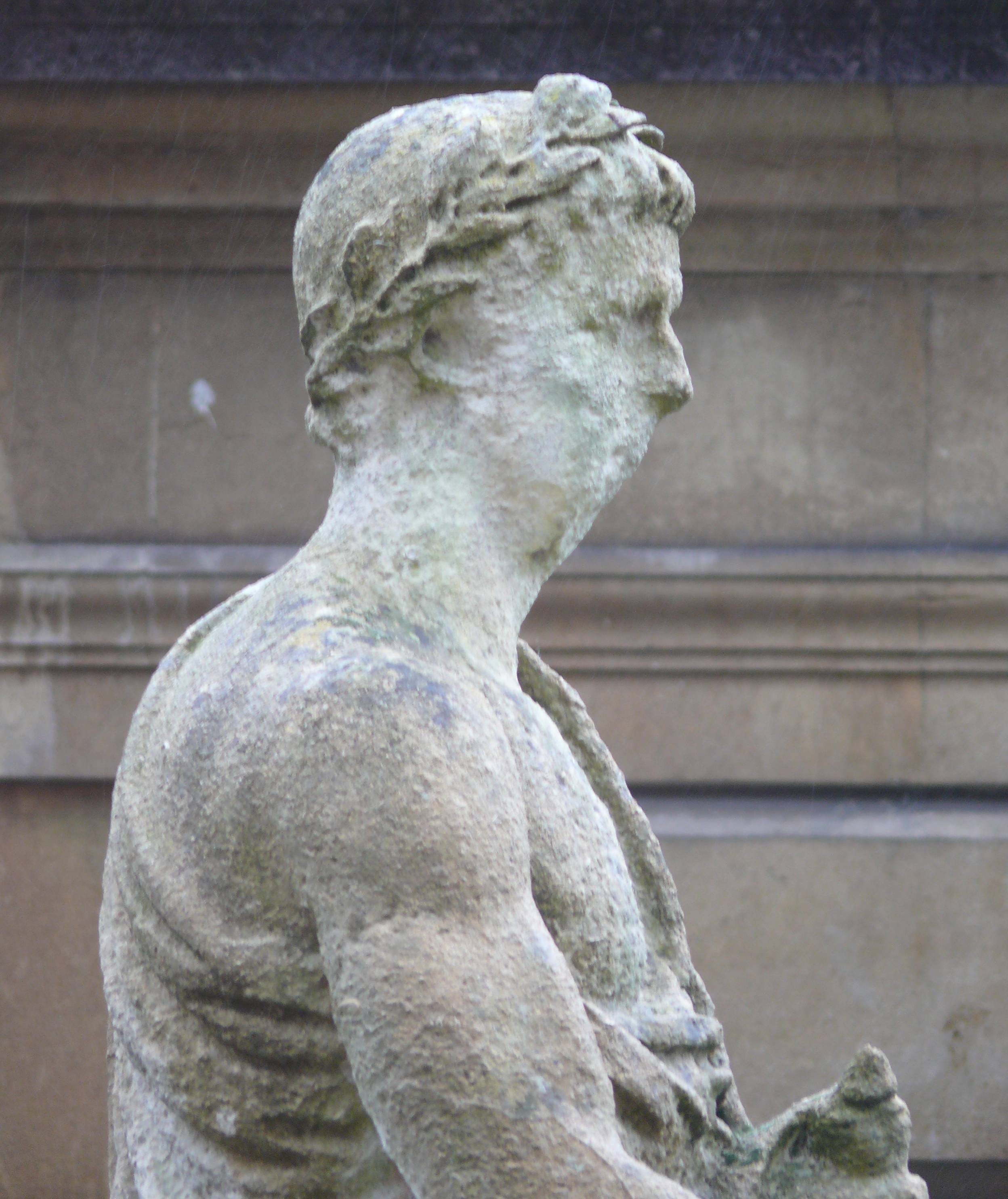
Estátua de Cláudio.
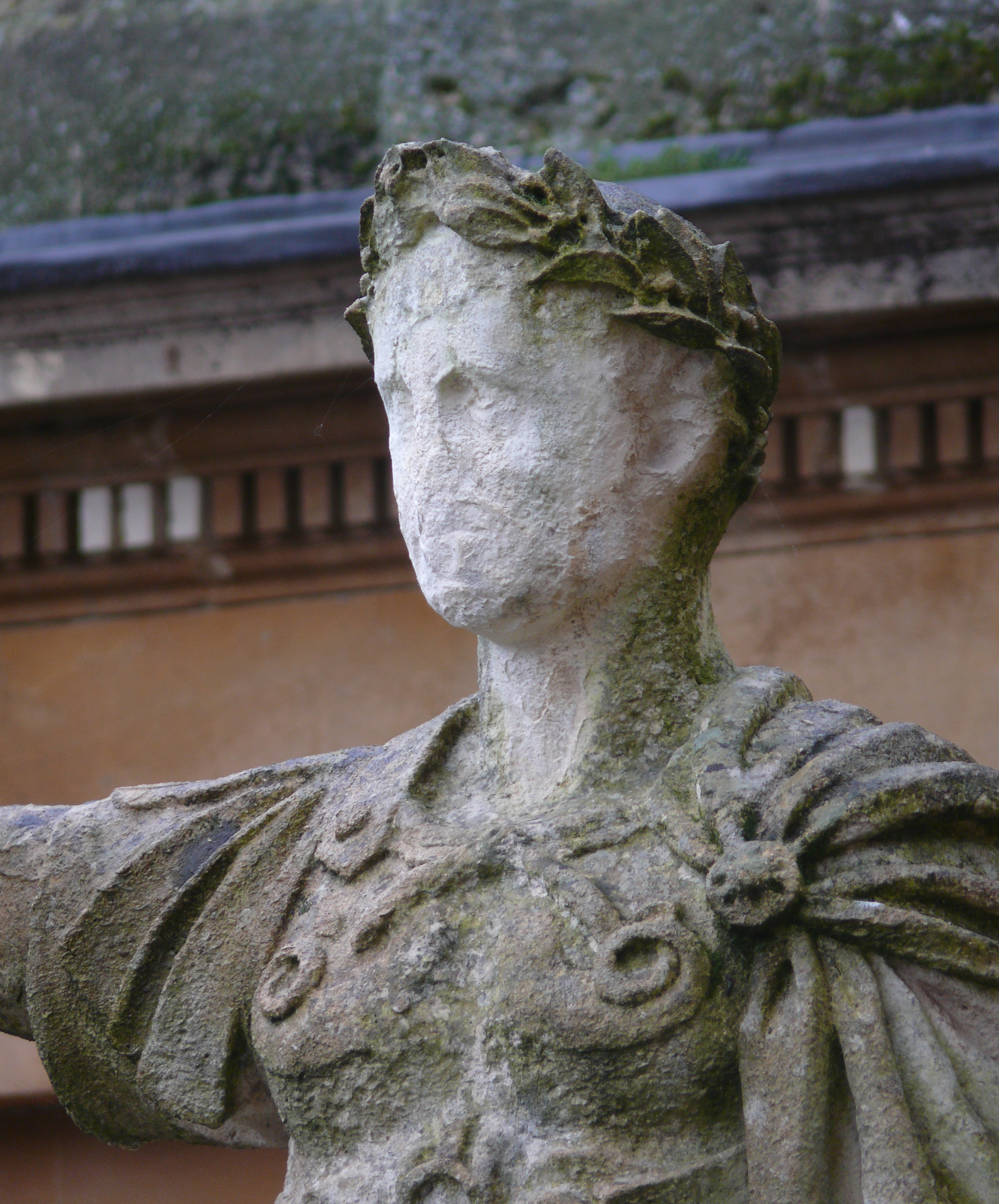
Estátua de Constantino.
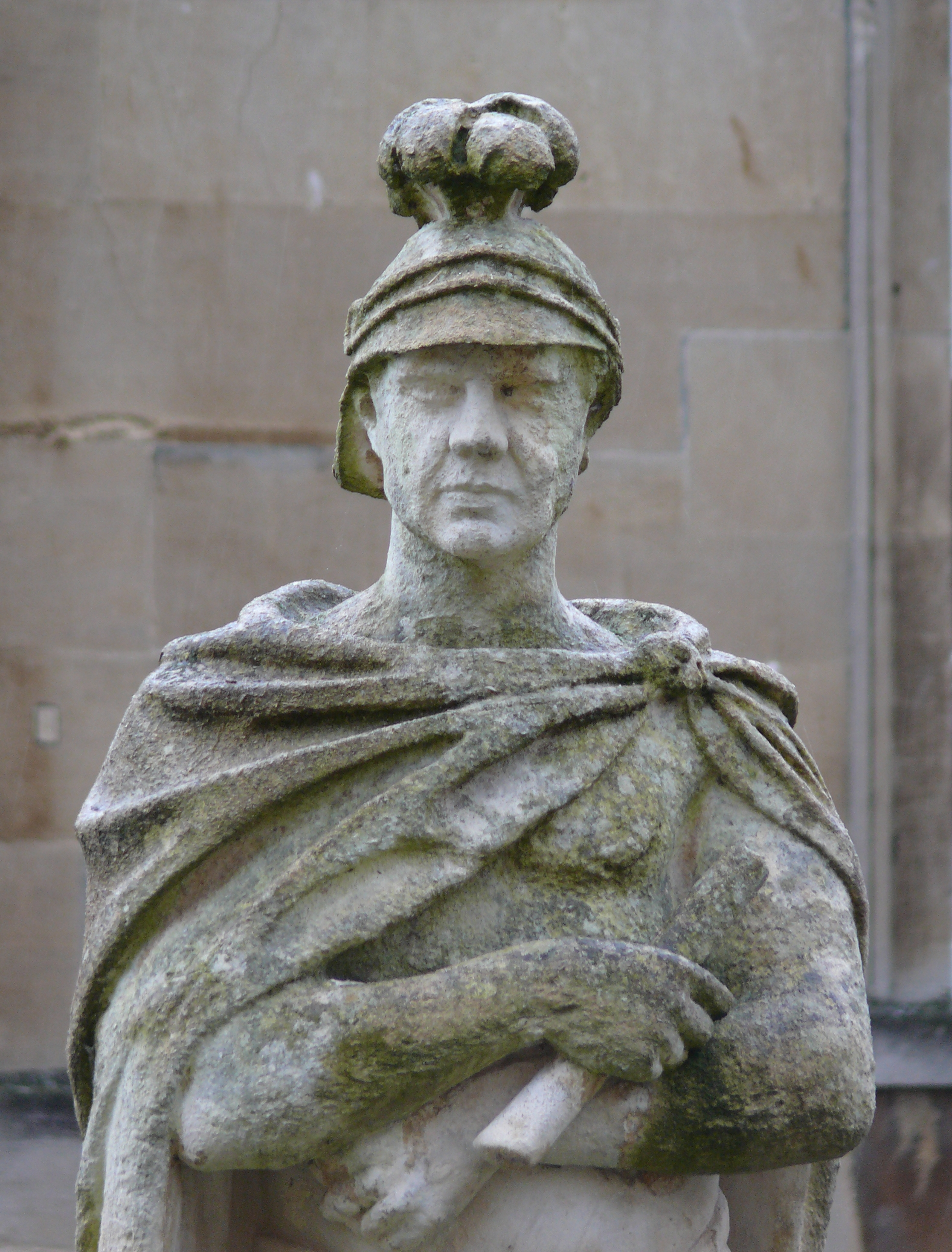
Estátua de Caio Suetônio Paulino.